# Pregled:Zemljopis
Zemljopis je znanost o Zemlji i njenim obilježjima, stanovnicima i pojavama. Doslovni je prijevod grčke riječi koja ima značenje "opisivanja ili pisanja o Zemlji", "geografija". Prva osoba koja je koristila tu riječ ("geografija") bio je Eratosten (276. - 194. pr. Kr.). Četiri povijesne tradicije u zemljopisnom istraživanju su prostorna analiza prirodnih i ljudskih pojava (geografija kao znanost distribucije), znanost o područjima (mjesta i regije), znanost o odnosima čovjek-zemlja, te istraživanje u znanostima o Zemlji. Unatoč svemu, moderna geografija je sveobuhvatna disciplina koja ponajprije pokušava razumjeti svijet i sve ljudske i prirodne kompleksnosti--ne samo gdje se objekti nalaze, već i kako se mijenjaju i nastaju. Kao "most između društvenih i prirodnih znanosti," geografija se dijeli na dvije glavne grane - humanističku geografiju ili antropogeografiju i fizičku geografiju.
Sljedeći okvir je sastavljen kao pregled i uvod u geografiju:

## Bit geografije
Glavni članci: Geografija i svijet
Teme 18 Nacionalnih geografskih standarda Nacionalnog vijeća za geografsko obrazovanje uključuju sljedeća poglavlja:
| 1. Zemljovid (karta) 2. Mentalno kartiranje 3. Dužina i smjer, lokacija i distribucija 4. Osjećaj mjesta 5. Regije i regionalna geografija 6. Kultura i kulturna geografija | 7. Reljef i geomorfološki procesi koji ga stvaraju 8. Ekosustavi 9. Populacijska dinamika, migracije, svjetsko stanovništvo 10. Kulturni mozaici i multikulturalizam 11. Globalizacija i Globalno selo 12. Naselja | 13. Granice i geopolitika 14. Antropogeni i ekologizam 15. Kulturna ekologija i geografski determinizam 16. Prirodni resursi, gospodarenje prirodnim resursima i okolišem (ekomenadžment) 17. Bihevioralna geografija i ekohistorija 18. Svijet, svjetonazori i futurologija |

## Grane geografije
Geografija se dijeli u dvije grane: fizičku geografiju i antropogeografiju. Svaka od tih grana dijeli se na brojna polja:
| Polja antropogeografije                      | Predmeti proučavanja               |
| -------------------------------------------- | ---------------------------------- |
| Bihevioralna geografija                      | Ponašanje                          |
| Dječje geografije                            | Djeca                              |
| Ekološka geografija                          | Ekologija, okolina                 |
| Ekonomska geografija                         | Ekonomija                          |
| Feministička geografija                      | Feminističke znanosti              |
| Historijska geografija                       | Povijest                           |
| Kulturna geografija                          | Kultura                            |
| Politička geografija uključujući geopolitiku | Politika                           |
| Populacijska geografija ili demografija      | Stanovništvo, gustoća stanovništva |
| Razvojna geografija                          | Ekonomski razvoj                   |
| Regionalna geografija                        | Regija                             |
| Socijalna geografija                         | Društvo, Sociologija               |
| Strateška geografija                         | Vojna strategija                   |
| Transportna geografija                       | Prijevoz                           |
| Vojna geografija                             | Vojna znanost                      |
| Vremenska geografija                         | Životni stil, gibanje              |
| Turistička geografija                        | Turizam                            |
| Urbana geografija                            | Grad                               |
| Zdravstvena geografija                       | Zdravlje, epidemiologija           |

| Polja fizičke geografije | Predmeti istraživanja        |
| ------------------------ | ---------------------------- |
| Biogeografija            | Vrste                        |
| Ekološka geografija      | Ekologija                    |
| Geodezija                | Gravitacija, magnetsko polje |
| Geomorfologija           | Reljef                       |
| Hidrologija              | Ciklus vode, vodni resursi   |
| Glaciologija             | Ledenjak                     |
| Oceanografija            | Ocean, more                  |
| Limnologija              | Jezero, bara, rijeka         |
| Klimatologija            | Klima                        |
| Krajobrazna ekologija    | Ciklus dušika                |
| Obalni/morski studiji    | Obale                        |
| Paleogeografija          | Kontinentalni drift          |
| Pedologija               | Tlo                          |

### Geografska multidisciplinarna polja
Polja koja se nalaze unutar različitih disciplina i imaju primjenu u geografiji:
- Demografija i demografika
- Etnografija
- Filozofija geografije
- Geoarheologija
- Geografska informacijska znanost
- Geostatistika
- Kartografija

## Lokacija i mjesto
Koncepti o lokaciji ili mjestu:
| - Atlas - Dužinski raspad - Geokod - Klima - Lokacija - Apsolutna lokacija - Geografska dužina - Ekvator - Jarčeva obratnica - Rakova obratnica - Geografska širina - Nulti meridijan | - Osjećaj mjesta - Prvi zakon geografije - Stanovništvo - Demografija - Gustoća naseljenosti - Prenapučenost - Svjetsko stanovništvo - Teren - Topografija - Turistička atrakcija |  |

## Zadaće i oruđa geografije
Glavni članci: Geozofija i filozofija geografije
Pristupi i aktivnosti geografa, te oruđa koja koriste:
| - Geografski informacijski sustav - Geokod - Globus - Istraživanje | - Karte - Atlas - Kartografija - Kartografska projekcija - Demografija - Geodezija - Prostorna analiza |  |

## Svijet
Polje geografije ne djeluje u vakuumu već je uvelike isprepleteno s ostalim poljima istraživanja. To se posebno nazire na globalnoj razini.
| - Antiglobalizacija - Alterglobalizacija - Atlas svijeta - Civilizacija (kulturna geografija) - Globalizacija (kulturna geografija, ekonomska geografija) - Globalizacija i bolest - Globalizacijski indeks - Globalni građanski pokret - Globalno | - Globalno selo - Globalno zatopljenje - Globus - Građanin svijeta - Humanistička geografija - Karta svijeta - Međunarodna zajednica - Migracije - Svijet | - Svjetska vlada (pojedinačna politička podjela) - Svjetska zajednica (kulturna geografija, politička geografija) - Svjetski razvoj - Svjetsko stanovništvo (demografija) - Transformacija kulture - Velika tranzicija - Vesternizacija - Zemlja |

### Geografija, geoznanost i Zemljine sfere
Glavni članci: Geoznanost i Zemljine sfere
Gegorafija je ključna komponenta geoznanosti, koja se uz fiziku, geologiju, meteorologiju, matematiku, kemiju i biologiju koristi za izgradnju kvantitativnog razumijevanja glavnih područja ili interaktivnih sfera Zemljinog sustava uključujući sljedeće:
- Hidrosfera - sva voda na, ispod i iznad površine Zemlje
- Biosfera - sav život na Zemlji
- Litosfera - kora i najgornji dio Zemljinog plašta
- Atmosfera - plinovi koji okružuju Zemlju (njen zrak)

Ostale interpretacije ovog modela Zemlje uključuju sljedeće dodatne sfere:
- Pedosfera - najgornji sloj Zemlje koji se sastoji od tla i podložan je procesima formiranja tla
- Geosfera - čvrsti dijelovi Zemlje (koji se uglavnom sastoje od stijena i regolita)
- Antroposfera - svi dijelovi Zemlje koje oblikuju ljudi
- Kriosfera - ponekad uključena u hidrosferu, led na Zemlji (ledene kape, ledenjaci, itd.)

## Regije svijeta
Glavni članci: Regija, subregije, lokacija i popisi mjesta
Regije su područja definirana fizičkim, humanim i funkcionalnim karakteristikama. Termin se koristi na razne načine u različitim granama geografije. Regija se obično doživljava kao skup manjih jedinica poput država i njenih administrativnih jedinica ili kao dio veće cjeline poput države na kontinentu.

### Kontinenti
Kontinent je velika kopnena masa na Zemlji. Općenito se klasificiraju prema konvenciji radije nego prema nekom specifičnom kriteriju, pa se tako sedam područja obično smatra kontinentima. Oni su:
1. Afrika
2. Antarktika
3. Australija
Amerika:
4. Sjeverna Amerika
5. Južna Amerika
Euroazija:
6. Europa
7. Azija

### Biogeografske regije
██ Neoarktik
██ Paleoarktik
██ Afrotropik
██ Indomalaja
██ Australazija
██ Neotropik
██ Oceanijska i antarktička ekozona nisu prikazane

#### Ekozona
World Wildlife Fund (WWF) razvio je sustav osam biogeografskih carstava (ekozona):
- Neoarktik 22.9 mil. km² (uključujući većinu Sjeverne Amerike)
- Paleoarktik 54.1 mil. km² (uključujući Euroaziju i sjevernu Afriku)
- Afrotropik 22.1 mil. km² (uključujući subsaharsku Afriku)
- Indomalaja 7.5 mil. km² (uključujući južnoazijski potkontinent i jugoistočnu Aziju)
- Australazija 7.7 mil. km² (uključujući Australiju, Novu Gvineju i susjedne otoke). Sjeverna granica ove zone poznata je kao Wallaceova linija.
- Neotropik 19.0 mil. km² (uključujući Južnu Ameriku i Karibe)
- Oceanija 1.0 mil. km² (uključujući Polineziju, Fidži i Mikroneziju)
- Antarktik 0.3 mil. km² (uključujući Antarktiku).

#### Ekoregije
Ekozone se dalje dijele na ekoregije. Na svijetu postoji preko 800 terestričkih ekoregija.  Vidi Popisi ekoregija po državama.

### Države svijeta
Politička podjela, obično države, je regija pod kontrolom vlasti. Države se dalje dijele na Administrativne jedinice uključujući savezne države, grofovije, gradove, itd.
- Države s više od jednog glavnog grada

#### Države po kontinentima
| Afričke države          | Azijske države    | Europske države      |
| Sjevernoameričke države | Oceanijske države | Južnoameričke države |

Više teritorija: Bouvetov otok • Francuski južni teritoriji • Heardov otok i McDonaldovi otoci • Južna Georgia i Južni Sandwichevi otoci • Antarktičke teritorijalne pretenzije

#### Tipovi administrativnih podjela država
Državna podjela je označeni teritorij stvoren unutar države u administrativne i identifikacijske svrhe. Primjeri tipova državnih podjela:
| - Bailiwick - Departman - Distrikt - Država - Emirat - Grofovija - Kanton - Kneževina - Komuna - Naselje - Grad - Borough - Municipij - Općina - Selo | - Okrug - Pokrajina - Prefektura - Provincija - Regija - Ruralni distrikt - Savezna država - Subdistrikt - Subprefektura - Vojvodstvo - Župa - Županija | . |

### Ostali tipovi regija ili područja
- Geografska zona
- Industrijska regija
- Kopno
- Metropolitansko područje
- Specijalna ekonomska zona
- Vremenska zona
- Vruća točka biodiverziteta
- Zona otpornosti

#### Neka specifična područja
- Atlantski svijet
- Bermudski trokut
- Pacifički obruč
- Pacifički vatreni prsten

## Geografska obilježja
Regije se dalje diferenciraju prema tome jesu li same geografska obilježja ili se geografska obilježja nalaze u njima (ili oboje). Geografsko obilježje je reljefni oblik, vodena masa ili umjetna tvorevina dovoljno velika da bude prikazana na regionalnim kartama.

### Prirodna geografska obilježja
Obilježja svijeta koja se prirodno pojavljuju:

#### Reljefni oblici
Reljefni oblik je dio terena definiran svojim oblikom, lokacijom u krajoliku i tipični je topografski element. Reljefni oblici su karakterizirani aspektima poput visine, nagiba, orijentacije, stratifikacije, izloženosti stijena i vrsti tla.
| - Arroyo - Badlands - Brdo - Dina - Podgorje - Cove - Cuesta - Delta - Dolina (također vala ili dol) - Eskarpa - Gejzir - Greben - Hoodoo - Kanjon - Klanac - Klif - Klisura - Kopnena masa - Kontinent - Superkontinent - Veliki otok - Koraljni greben - Krater, udarni - Krater, vulkanski - Ledenjak - Litica - Litoralni kordon - Livada - Mesa - Morena - Morski greben - Nizina - Obala | - Otok - Otočje - Atol - Otočić - Vulkanski luk - Pingo - Planina - Planinski lanac - Plaža - Pobrđe - Poluotok - Premantura - Presque-isle - Prevlaka - Prijevoj - Prud - Pustinja - Ravnica - Prerija - Savana - Stepa - Tundra - Špilja - Šuma - Travnjak - Visoravan - Porječje - Vulkan - Zaljev - Cirk - Gudura - Rt - Vododerina |  |

#### Vodene mase
Vodena masa je svaka akumulacija vode značajna na zemljopisnoj ljestvici. Neke vodene mase mogu biti umjetne, ali većinom predstavljaju prirodnu pojavu. Neke vodene mase sakupljaju i prenose vodu poput rijeka i tokova, dok druge primarno zadržavaju vodu poput jezera i oceana. Vodene mase koje su plovne nazivaju se vodenim putovima.
| - Cove - Gejzir - Estuarij - Firth - Fjord - Humidna zona - Bara - Blatne ravni - Fen - Močvara - Tresetište - Izvor - Jezero - Kanal - Laguna - Loch - Luk | - More - Mrtvaja - Ocean - Otočić - Plimni bazeni - Potok - Ribnjak - Rijeka - Tjesnac - Uvala - Zaljev - Sund - Vernalni bazeni - Vodeni put - Vodopad - Vrelo |  |

### Umjetna zemljopisna obilježja
Umjetna zemljopiana obilježja su tvorevine nastale djelovanjem čovjeka, a dovoljno su velike da se mogu prikazati na mjesnom zemljovidu:
| - Akumulacijsko jezero - Akvedukt - Brana - Nasip - Cesta - Autocesta - Autodrom - Brza cesta - Ulica - Cjevovod - Farma - Farma stabala - Kanal - Luka - Lukobran - Marina - Mol - Most - Nacija - Nacionalni park - Nasuti put | - Naselje - Selo - Grad - Velegrad - Megalopolis - Park - Prirodni rezervat - Pristanište - Ranč - Skijalište - Slegnuti krater - Tunel - Umjetna luka - Umjetni greben - Umjetni otok - Umjetno stambeno brdo - Viadukt - Voćnjak - Zračna luka - Željeznička pruga - Željeznička stanica |  |

## Zemljopis specifičnih regija
Vidi također: Regionalna geografija

### Demografija po regijama
Glavni članci: Demografija i svjetsko stanovništvo
Demografija je statističko proučavanje populacija. To je primijenjena znanost koja se koristi za analizu dinamičkih populacija, to jest onih koji se mijenjaju u vremenu ili prostoru. Obuhvaća proučavanje veličine, strukture i distribucije populacija, te prostorne i/ili vremenske promjene u njima u odgovoru na rođenje, smrt, migraciju i starenje.

## Povijest zemljopisa
Glavni članci: Povijest geografije i historijska geografija
Članci koji obrađuju geografska istraživanja svijeta kroz povijest:
| - Antička grčka geografija - Antičke ceste - Kineska geografija - Kritička geografija - Kvantitativna revolucija - Okolinski determinizam - Povijest antropogeografije - Povijest bihevioralne geografije - Povijest ekonomske geografije - Povijest feminističke geografije - Povijest kartografije - Povijest zemljopisne dužine - Longitude Prize - Povijest kulturne geografije - Povijest okolinske geografije - Povijest političke geografije - Povijest populacijske geografije - Povijest demografije - Povijest razvojne geografije - Povijest socijalne geografije - Povijest strateške geografije - Povijest transportne geografije - Povijest turističke geografije - Povijest urbane geografije - Povijest vojne geografije - Povijest vremenske geografije - Povijest zdravstvene geografije | - Povijest fizičke geografije - Povijest biogeografije - Povijest geodezije - Povijest geomorfologije - Povijest hidrologije - Povijest glaciologije - Povijest oceanografije - Povijest limnologije - Povijest klimatologije - Povijest krajobrazne ekologije - Povijest obalne geografije - Povijest okolinske geografije - Povijest paleogeografije - Povijest pedologije - Povijest geografskih multidisciplinarnih polja - Povijest etnografije - Povijest filozofije geografije - Povijest geoarheologije - Povijest geografske informacijske znanosti - Povijest geostatistike - Povijest kartografije - Regionalna geografija - Stanovništvo svijeta kroz povijest - Velika geografska otkrića |  |

## Zemljopisne institucije i društva
- Geografski institut Anton Melik (u Sloveniji)
- Hrvatsko geografsko društvo
- National Geographic Society
- Royal Geographical Society

## Geografske nagrade
Neke nagrade i natjecanja u polju geografije:
- Geography Cup
- Gold Medal
- Hubbardova medalja
- National Geographic World Championship
- Victorijina medalja

## Slavni geografi
Geograf je znanstvenik koji proučava Zemljinu fizičku okolinu i čovjekov habitat. Geografi su u povijesti poznati po izradi karata, zemljopisnoj disciplini poznatoj kao kartografija. Međutim oni nisu sposobni samo proučavati fizičke detalje okoline već mogu tumačiti i njihov utjecaj na ljudsko, biljno i životinjsko stanište, obrasce vremena i klime, ekonomiju i kulturu. Geografi se posebice fokusiraju na prostorne odnose između navedenih elemenata.
| - Alexander von Humboldt - Alfred Hettner - al-Idrisi - al-Istakhri - al-Masudi - al-Yaqubi - Bernhardus Varenius - Carl Ritter - David Harvey - Ellen Churchill Semple - Ellsworth Huntington - Eratosten - Fan Chengda - Fred K. Schaefer - Gerardus Mercator - Halford John Mackinder - Ibn al-Faqih - Ibn Battuta - Ibn Khaldun | - Ibn Khurdadhbih - Jared Diamond - Krates iz Malosa - Liu An - Paul Vidal de La Blache - Peter Hagget - Posejdonije - Ptolomej - Richard J. Chorley - Richard Hartshorne - Shen Kuo - Strabon - Torsten Hägerstrand - Waldo Tobler - William Bunge - William Garrison - Xu Xiake - Yi-Fu Tuan |  |

## Zemljopisni popisi
- Geografija današnjih nacija i država
- Popis grčko-rimskih geografa
- Popisi po državama
- Popisi naziva mjesta
- Popisi tema srodnih državama

### Popisi zemljopisnih obilježja

#### Popisi reljefnih oblika
| - Popis špilja - Popis kontinenata - Popis pustinja - Popis porječja - Popis ledenjaka | - Popis brda - Popis udarnih kratera - Popis otoka - Popisi planina - Popis planinskih prolaza | - Popis planinskih lanaca - Popis poluotoka - Popis vulkana - Popis vododjelnica |

#### Popisi vodenih masa
| - Popis gejzira - Popisi jezera - Popisi rijeka | - Popis oceana - Popis mora - Popis morskih prolaza | - Popis vodopada - Popis plovnih putova - Popis zemljopisnih projekata |

#### Popisi umjetnih zemljopisnih obilježja
| - Popis zračnih luka - Popis akvedukta - Popis mostova - Popis umjetnih stambenih brda - Popisi gradova po državama - Popisi grofovija - Popisi država | - Popis marina - Popis nacionalnih parkova - Popis molova - Popis željezničkih stanica - Popis akumulacija i brana - Popis cesta i autocesta - Popis suverenih država | - Popis gradova - Popis tunela - Po dužini - Po lokaciji - Popis zidova - Popis plovnih putova - Popis promjena zemljovida svijeta |

## Više informacija
- Popis osnovnih astronomskih tema - dok geografija proučava i mapira svijet, astronomija je znanost o ostatku svemira, a mapira zvijezde i galaksije
- Zemlja - na planetu postoji mnogo više stvari od same njegove geografije. Neka polja blisko povezana s geografijom jesu:
  - Geologija - dok geografija proučava površinu Zemlje i lokaciju stvari na njoj, geologija je znanost o samoj Zemlji, to jest o njenoj čvrstoj tvari: zemlji (u užem smislu riječi) od koje je sačinjena i o onome ispod nje.
  - Oceanografija - dok geografija imenuje i mapira vodene mase, oceanografija proučava mnogo veće vodene mase, uključujući vodu koju sadrže kao i cjelokupan život u njoj.
- Svemir - prostor u kojem se nalazi svijet.
- Popis osnovnih hrvatskih tema

## Vanjske poveznice
- Podučavanje geografije:
  - GeoKnow.net - Geography news, information and resources at your fingertips
  - Geography at About.com - comprehensive resource on the discipline  Arhivirana inačica izvorne stranice od 24. veljače 2017. (Wayback Machine)
  - Juicy Geography - ideas and resources for teachers
  - GeoInteractive - shared resources for teachers  Arhivirana inačica izvorne stranice od 1. travnja 2007. (Wayback Machine)
  - Geography case studies for students  Arhivirana inačica izvorne stranice od 11. siječnja 2012. (Wayback Machine)
  - The Geography-Site
  - Geography Teaching Today - Curriculum development project
  - Geography - Selected websites  Arhivirana inačica izvorne stranice od 5. listopada 2008. (Wayback Machine)

- Multimedijski izvori:
  - Google Earth: View the World from your Desktop
  - Flash Animations on Geographical Themes
  - Geography Movies free for download  Arhivirana inačica izvorne stranice od 10. rujna 2021. (Wayback Machine)
  - Images of Life on Earth  Arhivirana inačica izvorne stranice od 26. travnja 2016. (Wayback Machine)
  - World in the Balance (PBS)
  - Hypergeo : Electronical Encyclopedia of Geography

- Geografska društva:
  - International Geographical Union
  - National Geographic Online
  - Royal Geographical Society
  - Association of American Geographers
  - Royal Canadian Geographical Society
  - Canadian Association of Geographers  Arhivirana inačica izvorne stranice od 15. studenoga 2016. (Wayback Machine)
  - Russian Geographical Society (Moscow Centre)
  - International Geographical Union - Russian National Committee